# كوهستان (مقاطعة بهشهر)
كوهستان (بالفارسية: کوهستان) هي منطقة سكنية تقع في إيران في Kuhestan Rural District. يقدر عدد سكانها بـ 1,691 نسمة .